# Aleksandar Živković
Aleksandar Živković (sinh ngày 28 tháng 7 năm 1977) là một cầu thủ bóng đá người Serbia.

## Đội tuyển bóng đá quốc gia Serbia
Aleksandar Živković thi đấu cho đội tuyển bóng đá quốc gia Serbia từ năm 2001.

## Thống kê sự nghiệp
| Đội tuyển bóng đá Serbia | Đội tuyển bóng đá Serbia | Đội tuyển bóng đá Serbia |
| Năm                      | Trận                     | Bàn                      |
| ------------------------ | ------------------------ | ------------------------ |
| 2001                     | 2                        | 0                        |
| Tổng cộng                | 2                        | 0                        |